# Offenbach-Ost
Offenbach-Ost ist ein Stadtteil der südhessischen Großstadt Offenbach am Main. Er ist neben elf weiteren Stadtteilen im Juli 2019 aus dem bis dahin stadtteilfreien Bereich gebildet worden.
In diesem Stadtteil lebten im Juni 2020 circa 2000 Menschen.

## Lage
Offenbach-Ost grenzt im Norden an den Main sowie an Bürgel. Im Nordosten berührt es für ein kurzes Stück Rumpenheim, im Osten schließt sich Waldheim an. Südlicher Nachbar ist Bieberer Berg.

## Infrastruktur
In West-Ost-Richtung durchquert die Bundesstraße 43 Offenbach-Ost und verbindet den Stadtteil mit Mühlheim am Main und Hanau sowie der BAB 661, wodurch das Quartier an das Fernstraßennetz angebunden ist.
Das Gebiet wird von Stadtbuslinien der Offenbacher Verkehrs-Betriebe erschlossen, außerdem ist der Stadtteil durch eine Nachtbuslinie des Rhein-Main-Verkehrsverbundes mit dem Umland verbunden. Durch das Viertel verläuft zudem die Trasse der Südmainischen S-Bahn. An ihr liegt der dreigleisige S-Bahnhof Offenbach Ost. Hier verkehren alle Linien, die den östlichen Bereich der S-Bahn Rhein-Main bedienen (S1, S2, S8 und S9). Hinter dem Bahnhof zweigt die Trasse der Rodgaubahn von der S-Bahn-Strecke ab. Die Strecke der Frankfurt-Bebraer Eisenbahn verläuft ebenfalls durch Offenbach-Ost, hat hier jedoch keinen Haltepunkt.
In Offenbach-Ost befindet sich zudem der Güterbahnhof Offenbach. Auf 13 Gleisen unterhält die SBB Cargo Deutschland dort ihren Stützpunkt im Rhein-Main-Gebiet. Zum Güterbahnhof führte die Hafenbahn Offenbach durch das Viertel, die letztmals 2002 genutzt wurde und weitgehend abgebaut ist. Ebenfalls zurückgebaut ist die Industriebahn Offenbach, welche bis 1993 durch das Quartier fuhr. Am 4. Nov, 2019 gab die Stadt Offenbach bekannt, das Gelände für 7,2 Mio. € gekauft zu haben und wieder ein Gewerbegebiet zu entwickeln. Es soll das Dritte werden. Auch werden die Kosten der Giftstoffeentsorgung aus den vergangenen 170 Jahren von der Stadt getragen. Drei Tage später, am 7. November 2019, gab der Baudezernent Paul-Gerhard Weiß bekannt, dass das 8,9 ha große Gelände des ehemaligen Güterbahnhofes in ein Wohngebiet mit Infrastruktur umgewandelt werden soll. Der Bezug soll ab 2023 möglich sein.